# 279 (tal)
279 är det naturliga talet som följer 278 och som följs av 280.

## Inom vetenskapen
- 279 Thule, en asteroid.

## Inom matematiken
- 279 är ett udda tal.